# Amore per due
Amore per due (One True Loves) è un romanzo della scrittrice americana Taylor Jenkins Reid pubblicato nel 2016.

## Trama
Poco più che ventenne, Emma Blair sposa il suo fidanzato del liceo, Jesse. Costruiscono una vita per se stessi, lontano dalle aspettative dei loro genitori e della gente della loro città natale nel Massachusetts. Viaggiano insieme per il mondo, vivendo la vita al massimo e cogliendo ogni opportunità di avventura. Nel loro primo anniversario di matrimonio, Jesse è su un elicottero sopra il Pacifico quando scompare improvvisamente.
Dopo la scomparsa di Jesse, Emma lascia il lavoro e ritorna a casa. Anni dopo, ormai sulla trentina, Emma incontra un vecchio amico, Sam, e si innamora di lui. Alla fine, Emma e Sam si fidanzano. Tuttavia, Jesse viene ritrovato: è vivo e ha cercato per tutti questi anni di tornare a casa da Emma.

## Accoglienza
Il romanzo è stato acclamato dalla critica.

## Adattamento
Un adattamento cinematografico del romanzo, prodotto da Highland Film Group, è stato annunciato il 2 giugno 2021, con Andy Fickman alla regia e alla produzione e Phillipa Soo, Simu Liu e Luke Bracey come protagonisti. Il film è uscito nelle sale il 7 aprile 2023, in formato digitale il 14 aprile 2023 e in video on demand il 28 aprile 2023.